# Mexia (Texas)
Mexia é uma cidade localizada no estado norte-americano de Texas, no Condado de Limestone.

## Demografia
Segundo o censo norte-americano de 2000, a sua população era de 6563 habitantes.
Em 2006, foi estimada uma população de 6708, um aumento de 145 (2.2%).

## Geografia
De acordo com o United States Census Bureau tem uma área de
13,3 km², dos quais 13,3 km² cobertos por terra e 0,0 km² cobertos por água. Mexia localiza-se a aproximadamente 156 m acima do nível do mar.

## Localidades na vizinhança
O diagrama seguinte representa as localidades num raio de 20 km ao redor de Mexia.